# Parodia fusca
Parodia fusca là một loài thực vật có hoa trong họ Cactaceae. Loài này được (F. Ritter) Hofacker & P.J. Braun mô tả khoa học đầu tiên năm 1998.